# Lenin nel 1918
Lenin nel 1918 (in russo Ленин в 1918 годy?, Lenin v 1918 godu) è un film del 1939 diretto da Michail Romm.
Film di propaganda sovietico che narra l'origine della guerra civile russa a seguito della rivoluzione d'ottobre che portò al potere i bolscevichi.

## Trama

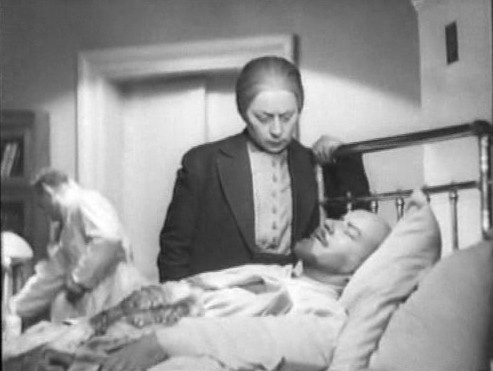
Una scena del film

Russia sovietica 1918: Il potere dei bolscevichi sotto la guida di Lenin è limitato all'area metropolitana di Mosca. Le forze di intervento straniere dei bianchi invadono la repubblica sovietica da tutti i lati: da ovest i tedeschi, dal nord gli inglesi, da est i cecoslovacchi e dal sud le truppe bianche del generale Krasnov.
Con la massima energia, il capo del governo Lenin organizza la resistenza della popolazione. Ma oltre alla minaccia esterna, c'è un gruppo cospirativo all'interno, che prepara un colpo di Stato. I golpisti, nobili e socialrivoluzionari, ex ufficiali zaristi e marinai, contattano il comandante della guardia del Cremlino, Matveev. Quest'ultimo sembra essere d'accordo con la trama dei cospiratori, ma si affida a Feliks Ėdmundovič Dzeržinskij, il capo della Čeka. Quindi, Dzeržinskij viene a sapere che il golpe è fissato per il 30 agosto 1918.
Matveev va al quartier generale dei cospiratori, che è già segretamente sorvegliato da un commando della Čeka armato di mitragliatrici pesanti capeggiato da Vasilij, un confidente di Lenin. Nel covo dei cospiratori Matveev afferma che anche alcuni ufficiali dell'Armata Rossa e della Marina appartengono ai golpisti. Egli è riconosciuto da uno dei presenti come un Čekista. Riesce a fuggire con uno sforzo sovrumano. Il commando guidato da Vasilij interviene e abbatte alcuni dei cospiratori. Tuttavia, nella mischia, Matveev resta ucciso dai colpi d'arma da fuoco di un ufficiale della Čeka a lui noto che, come ora risulta, appartiene alla cospirazione.
Sebbene il colpo di Stato abbia fallito, i cospiratori ora puntano direttamente all'eliminazione di Lenin. Lenin visita la fabbrica Mihel'son a Mosca e fa un discorso infuocato agli operai. Quando lascia la fabbrica, viene suonata l'Internazionale. In quel momento, la Socialista rivoluzionaria Fanja Kaplan esce da dietro l'auto di Lenin e gli spara. Il capo del governo rimane gravemente ferito. Vasilij, che ha accompagnato Lenin, riesce ad arrestare la Kaplan. I lavoratori indignati vorrebbero linciare la donna, ma questo viene impedito dagli agenti della Čeka. Come conseguenza del tentato assassinio, Sverdlov chiede l'instaurazione di un terrore rivoluzionario di massa.
Dzeržinskij riceve nel suo ufficio l'ufficiale della Čeka che ha sparato a Matveev. Durante la conversazione, il capo si rende conto che l'ufficiale è uno dei cospiratori. Quando inizia il confronto tra i due, appare una guardia e abbatte l'assassino perché Dzeržinskij non porta armi con sé.
Nel frattempo Stalin, come commissario politico, sta organizzando la battaglia sul fronte di Caricyn. Se la città cade nelle mani dei bianchi, il destino della Rivoluzione d'Ottobre è segnato, dal momento che il trasporto di cibo, vitale per Mosca, arriva da qui. Vorošilov informa Stalin che il comandante dell'Armata Rossa Lev Trockij gli ha dato un ordine insensato. L'ordine è revocato da Stalin. Vorošilov combatte contro le truppe del generale Krasnov, mentre Stalin torna a Mosca.
A Mosca, Stalin si prende cura personalmente di Lenin, che, grazie alle sue cure, presto si sentirà di nuovo meglio. Lenin è così compiaciuto dell'arrivo di Stalin che addirittura gli impone la poltrona e, nonostante le ferite, si accontenta di una sedia. Vasilij, che è di nuovo al Cremlino accanto a Lenin, va in prima linea a Caricyn ma prima viene benedetto dalla governante di Lenin. Nella battaglia decisiva, i bolscevichi trionfano sui bianchi controrivoluzionari.

## Produzione
Le riprese del film iniziarono il 10 agosto 1938 e si protrassero per 87 giorni. Boris Ščukin non vide mai Lenin dal vivo, ma per la parte fece intense ricerche e si documentò molto, così da impersonarlo nella maniera più fedele possibile. Durante la produzione del film, Ščukin soffrì costantemente di problemi di salute. Esattamente sei mesi dopo la sua partecipazione alla pellicola, e mentre già si pensava a un sequel, l'attore morì.

## Curiosità
- Le scene che coinvolgevano Stalin e Vorošilov, impersonati sullo schermo rispettivamente da Mikheil Gelovani e Nikolaj Bogoljubov, furono eliminate nella versione distribuita dopo la morte di Stalin e la denuncia del culto della personalità.[senza fonte]
- Lev Trockij, comandante in capo dell'Armata Rossa durante la guerra civile al fianco di Lenin, il più importante politico bolscevico, non appare nel film a causa della damnatio memoriae che Stalin volle far cadere su di lui, e viene solo marginalmente menzionato.